# Alfred Russel Wallace
Vous lisez un « article de qualité » labellisé en 2008.
Pour les articles homonymes, voir Wallace.
Alfred Russel Wallace (8 janvier 1823 – 7 novembre 1913) est un naturaliste, géographe, explorateur, anthropologue et biologiste britannique. Il a mis au point la théorie de l'évolution par la sélection naturelle au même moment que Charles Darwin.
Il fit tout d'abord d'amples recherches sur le bassin fluvial de l'Amazone, puis dans l'archipel malais, où il identifia la ligne séparant la faune australienne de celle de l'Asie, qui fut appelée « ligne Wallace » en sa mémoire. Cependant il est plus connu pour avoir proposé une théorie sur la sélection naturelle qui a incité Charles Darwin à publier sa propre théorie plus tôt que prévu. Wallace fut également l'un des principaux penseurs évolutionnistes du XIXe siècle, contribuant au développement de la théorie de l'évolution grâce notamment au concept de couleurs d'avertissement chez les animaux ou à celui d'effet Wallace. Il est aussi considéré comme un expert en matière de répartition géographique des espèces animales et est parfois appelé le « père de la biogéographie ».
Wallace fut fortement attiré par les idées radicales. Sa défense du spiritisme et sa croyance en une origine immatérielle pour les plus hautes facultés mentales de l'être humain mit à mal ses relations avec le monde scientifique, tout spécialement avec les précurseurs de l'évolutionnisme. Il fut en outre critique vis-à-vis du système économique et social britannique du XIXe siècle qu'il estimait injuste et fut l'un des premiers grands scientifiques à s'inquiéter des conséquences de l'activité humaine sur l'environnement.
Ses travaux lui valurent, entre autres, la Royal Medal en 1868, la médaille linnéenne en 1892 et la médaille d’or Darwin-Wallace en 1908.

## Biographie

### Jeunesse

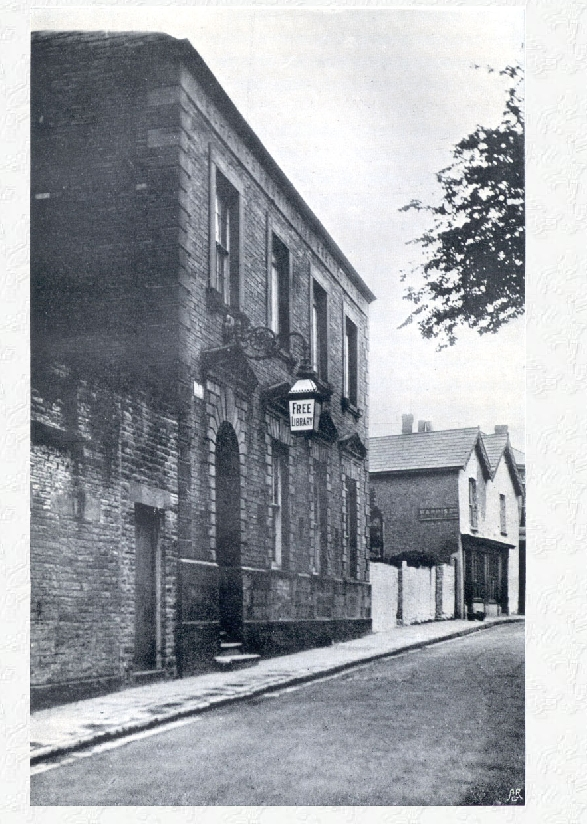
Photo tirée de l'autobiographie de Wallace montrant le bâtiment qu'il construisit avec son frère John pour le Mechanics Institute de Neath.

Wallace naquit dans le village de Llanbadoc, près d'Usk, dans le Pays de Galles. Il était le huitième des neuf enfants qu'eurent ensemble Thomas Vere Wallace et Mary Anne Greenell. Sa mère était issue d’une respectable famille anglaise de classe moyenne de Hertford. Son père était d’ascendance écossaise et sa famille, comme beaucoup de Wallace écossais, affirmait être de la même lignée que William Wallace, le chef de l'insurrection contre l'Angleterre au XIIIe siècle. Bien qu'il ait été diplômé en droit, Thomas Wallace ne fut jamais homme de loi. Il hérita de terres rentables, mais de malencontreux investissements, ainsi qu'une mauvaise gestion, détériorèrent la situation financière de la famille.
À l'âge de cinq ans, Wallace déménagea avec sa famille à Hertford, au nord de Londres ; il fit ses études à la Hertford Grammar School jusqu'à ce que des difficultés financières contraignent sa famille à le retirer de l'école en 1836. Wallace s'installa alors chez son frère John, âgé de 19 ans et apprenti dans le bâtiment, et travailla avec lui à Londres. C’était une solution provisoire en attendant que William, son frère aîné, soit prêt à le prendre comme apprenti géomètre. C'est à cette époque qu'il se rendit à des conférences ou lut des ouvrages à la London Mechanics Institute, et qu'il prit connaissance des idées politiques radicales de réformateurs sociaux tels que Robert Owen et Thomas Paine. Il quitta Londres en 1837, emménagea chez William et devint son apprenti pendant six ans. Il déménagea à Kington fin 1839, près de la frontière galloise, pour finalement s'installer à Neath dans le comté de Glamorgan. Wallace exécuta des travaux d'arpentage dans l'ouest de l’Angleterre et au Pays de Galles de 1840 à 1843,. Mais vers la fin de cette année-là, l'activité de l'entreprise de William déclina à la suite de conditions économiques difficiles et Wallace partit en janvier.

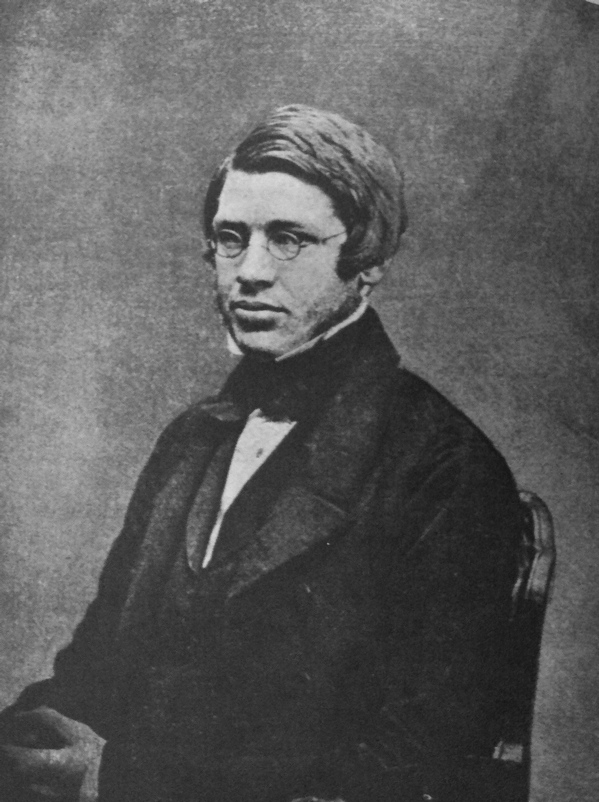
Wallace en 1848 à 24 ans, âge auquel il partit pour le Brésil, après avoir décidé de devenir naturaliste.

Après une brève période de chômage, il obtint un poste de professeur au collège de Leicester où il enseigna le dessin, la cartographie et la topographie. Wallace passa beaucoup de temps à la bibliothèque de Leicester, il y lut Essai sur le principe de population de Thomas Malthus et y rencontra un soir l'entomologiste Henry Bates. Celui-ci n'avait que 19 ans et avait déjà publié un article sur les scarabées dans le journal Zoologist. Ils devinrent amis et Bates l'initia à la collecte d’insectes,. Lorsque William mourut en mars 1845, Wallace démissionna afin de prendre en charge la gestion du cabinet de son frère à Neath mais, malgré l'aide de son frère John, il ne parvint pas à faire marcher les affaires. Après quelques mois, Wallace trouva donc un nouveau travail et devint ingénieur pour une société proche qui travaillait sur un projet de chemin de fer dans la vallée de Neath. La participation de Wallace à ce projet impliquait qu'il passe beaucoup de temps à l'extérieur, ce qui lui permit de satisfaire sa nouvelle passion : la collection d'insectes. Il réussit à persuader John de se joindre à lui pour créer une nouvelle société de génie civil, laquelle réalisa plusieurs projets dont le dessin des plans d'un bâtiment pour le Mechanics Institute de Neath. William Jevons, le fondateur de l'institut, fut impressionné par Wallace et le persuada d'y donner des conférences sur la science et la technologie. À l'automne 1846, les deux frères purent acheter une maison près de Neath, puis ils y emménagèrent avec leur mère et leur sœur Fanny (leur père était mort en 1843),. Durant cette période, il lut avec avidité, correspondant par la suite avec Bates sur le traité évolutionniste publié anonymement Vestiges of the Natural History of Creation, Le Voyage du Beagle de Charles Darwin et Principes de géologie de Charles Lyell.

### Exploration et étude de la nature

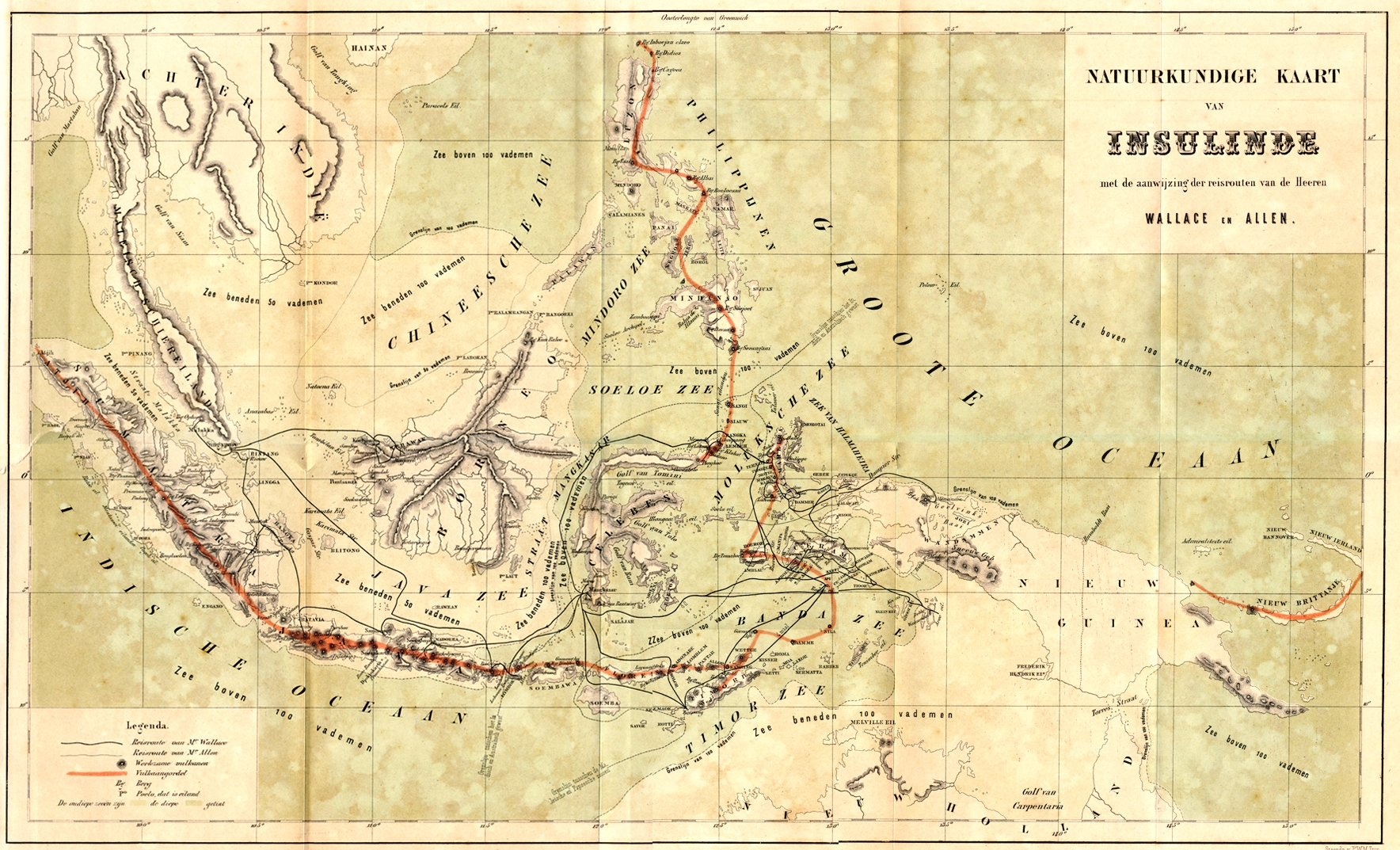
Carte tirée de The Malay Archipelago montrant le parcours de Wallace dans l'archipel Malais.

Inspiré par les récits de naturalistes partis en expédition dont Alexander von Humboldt, Charles Darwin et William Henry Edwards, Wallace décida qu'il voulait lui aussi voyager à l'étranger en tant que naturaliste. Wallace, accompagné d'Henry Bates, partit donc en 1848 pour le Brésil à bord du Mischief. Leur but était de recueillir des insectes et autres spécimens animaliers dans la forêt amazonienne afin de les vendre à des collectionneurs une fois revenus en Angleterre. Ils espéraient aussi trouver des preuves de la transmutation des espèces. Wallace et Bates passèrent la plus grande partie de la première année près de Belém, puis explorèrent l'intérieur des terres séparément tout en se rencontrant de manière épisodique pour parler de leurs découvertes. Ils furent rejoints brièvement en 1849 par Richard Spruce, un jeune explorateur et botaniste, ainsi que par le plus jeune frère de Wallace, Herbert ; celui-ci partit peu de temps après (il mourut deux années plus tard de la fièvre jaune) tandis que Spruce, comme Bates, resta plus de dix ans en Amérique du Sud,.
Wallace continua à évoluer sur les côtes du Rio Negro pendant quatre années, répertoriant les spécimens et prenant tout aussi bien des notes sur les peuples et les langages qu'il rencontrait que sur la géographie, la flore ou la faune locale. Il embarqua pour l'Angleterre sur le Helen le 12 juillet 1852. Après huit jours passés en mer, la cargaison du bateau prit feu et l'équipage fut obligé d'abandonner le navire. La collection entière de Wallace fut détruite ; il ne parvint à sauver que son journal et quelques croquis. Les naufragés furent finalement recueillis par le Jordeson alors qu'ils dérivaient en mer depuis dix jours.
Wallace passa les 18 mois suivant son retour en Angleterre à vivre grâce au paiement de l'assurance pour la perte de sa collection et grâce à la vente de ce qu'il avait pu sauver du naufrage. Durant cette période, bien qu'il eût perdu la plus grande partie de ses notes sur son expédition sud-américaine, il n'écrivit pas moins de six articles universitaires (dont « Sur les singes d’Amazonie ») et deux livres : Palm Trees of the Amazon and Their Uses et Travels on the Amazon. Il établit aussi le contact avec d’autres naturalistes britanniques et plus particulièrement Darwin,.

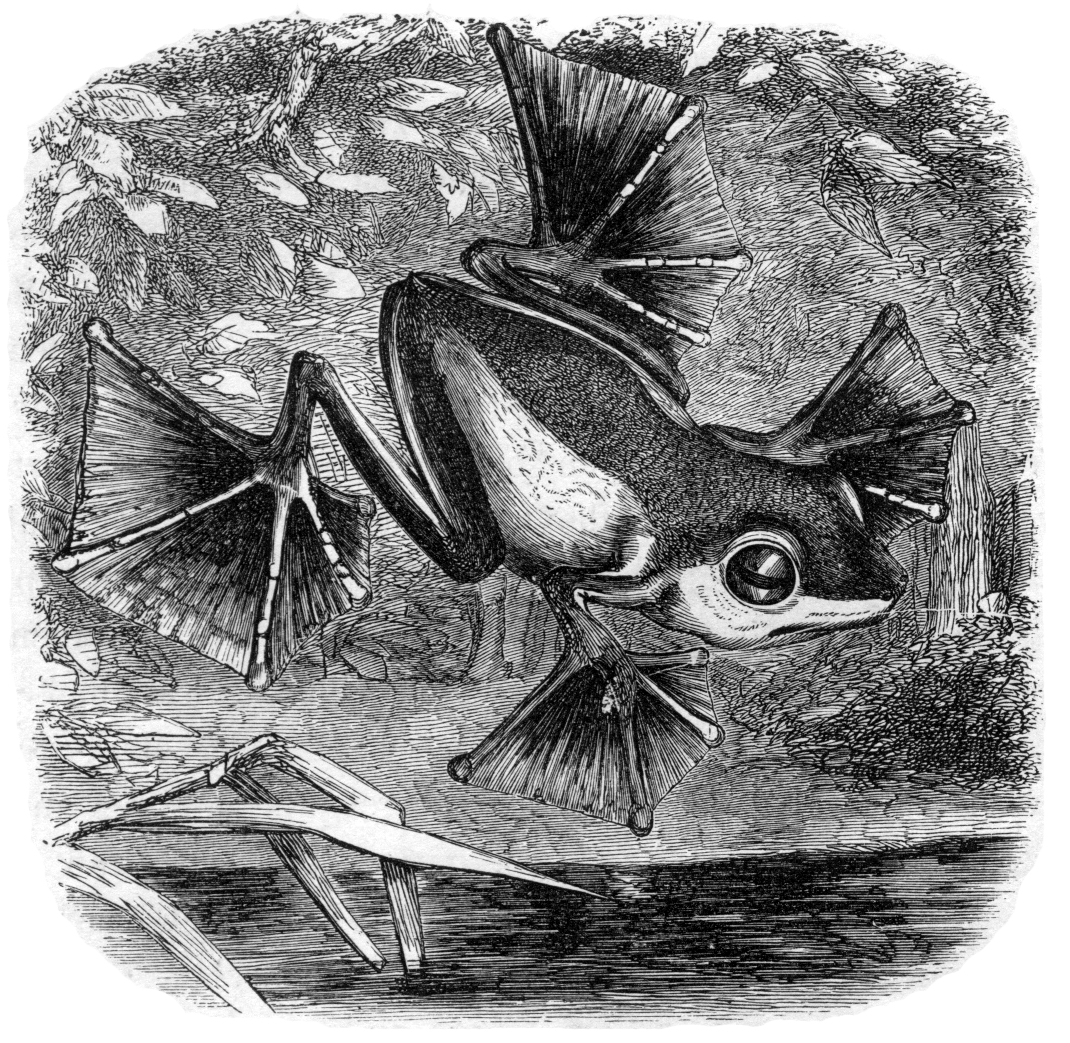
Illustration tirée de The Malay Archipelago représentant la grenouille volante que Wallace a découverte.

De 1854 à 1862, Wallace explora l'archipel Malais ou Indes orientales (aujourd’hui la Malaisie et l'Indonésie) afin de recueillir des spécimens destinés à être vendus et d'étudier la nature. Ses observations sur les différences zoologiques prononcées de part et d’autre d'un étroit détroit de l'archipel le menèrent à son hypothèse sur la frontière biogéographique aujourd’hui appelée « ligne Wallace ». Wallace collecta plus de 125 000 spécimens dans l’archipel Malais (dont quelque 80 000 coléoptères) ; plus d'un millier étaient des espèces inconnues jusqu'alors. Une de ses descriptions les plus célèbres durant ce voyage est celle d'une grenouille volante, Rhacophorus nigropalmatus. C’est pendant qu'il explorait cet archipel qu'il élabora ses théories sur l'évolution et eut l’idée de la sélection naturelle.
Il fit le récit de ses découvertes et de son aventure en 1869 dans The Malay Archipelago. Ce livre devint l'un des journaux d'exploration scientifique les plus populaires du XIXe siècle et fut réédité régulièrement par son éditeur original, Macmillan, pendant la seconde moitié du siècle suivant. Il fut couvert d'éloges par des scientifiques tels que Darwin, à qui le livre était dédicacé, et Charles Lyell, et par des profanes tels que le romancier Joseph Conrad qui affirmait que c'était « son livre de chevet favori » et qu'il s'en servait comme source d'informations pour plusieurs de ses romans, particulièrement Lord Jim.

### Retour en Angleterre, mariage et enfants

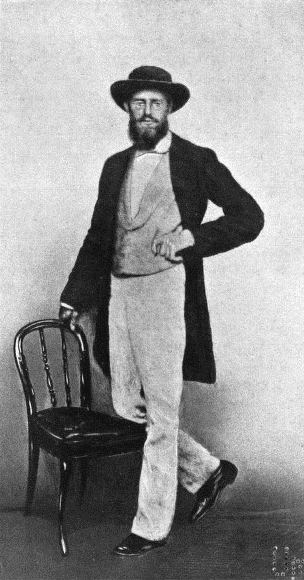
Photographie de Wallace prise à Singapour en 1862.

Wallace revint en Angleterre en 1862 et emménagea chez sa sœur Fanny Sims et son mari Thomas. Pendant qu'il se remettait des rigueurs de ses voyages, Wallace organisa ses collections et donna de nombreuses conférences sur ses aventures et ses découvertes aux sociétés savantes telles que la Zoological Society of London. Il rendit visite à Darwin la même année et se lia d'amitié avec Charles Lyell et Herbert Spencer. Durant les années 1860, Wallace écrivit des articles et donna des conférences sur la sélection naturelle ; il correspondit également avec Darwin sur nombre de sujets dont la sélection sexuelle, la coloration d'avertissement et l'effet possible de la sélection naturelle sur l'hybridation et la divergence des espèces. Il commença par ailleurs à s'intéresser au spiritisme en 1865.
Wallace se fiança en 1864 avec une jeune femme, identifiée dans son autobiographie sous le nom de Miss L., mais elle rompit les fiançailles. Il épousa Annie Mitten en 1866. Wallace l'avait rencontrée grâce à Richard Spruce, lequel était ami avec le père d'Annie, William Mitten, un expert en mousses. Le couple fit construire une maison sur le terrain que Wallace louait à Grays dans l'Essex et y vécut jusqu'en 1876. Ils eurent trois enfants : Herbert (1867-1874), Violet (1869-1945) et William (1871-1951).

### Difficultés financières
Vers la fin des années 1860 et dans les années 1870, Wallace s'inquiétait de la sécurité financière de sa famille. Quand il était dans l'archipel Malais, la vente des spécimens réalisée par son agent lui avait procuré beaucoup d'argent, lequel avait été sagement investi. Wallace, une fois de retour en Angleterre, fit toutefois de mauvais investissements dans les chemins de fer et les mines, ce qui entama considérablement son capital, et il avait de ce fait besoin des revenus que pouvait lui apporter la publication de The Malay Archipelago. Malgré l’aide de ses amis, il ne fut jamais capable d’obtenir un travail salarié permanent comme celui de conservateur de musée par exemple. Afin de rester solvable, Wallace nota les examens gouvernementaux, écrivit 25 articles entre 1872 et 1876 pour des sommes modiques et fut engagé par Lyell et Darwin pour les aider à corriger certains de leurs travaux. En 1876, Wallace eut besoin d'une avance de £ 500 de la part de l'éditeur de The Geographical Distribution of Animals afin d'éviter de vendre ses biens personnels. Darwin était tout à fait conscient de ces difficultés financières et fit longtemps pression pour qu’il obtînt une pension du gouvernement pour ses contributions à la science. La pension annuelle de 200 £ accordée en 1881, ainsi que les revenus tirés de ses livres, permirent à Wallace de stabiliser ses finances.

### Engagement social
John Stuart Mill, impressionné par les critiques sur la société anglaise que Wallace avait incluses dans The Malay Archipelago, lui demanda de rejoindre le comité général de son association, Land Tenure Reform Association (Réforme de la propriété foncière). Il n'écrivit que peu d’articles sur les questions sociales et politiques avant que cette association ne soit dissoute après la mort de Mill en 1873, mais en 1879, il participa sérieusement au débat sur la politique commerciale et la réforme agraire. Il pensait que la terre devait appartenir à l'État et être louée aux gens afin que ceux-ci en tirent le meilleur profit pour le plus grand nombre, brisant ainsi le pouvoir souvent abusif des riches propriétaires terriens de la société anglaise. Il devint en 1881 le premier président de l'association nouvellement formée Land Nationalisation Society (Société de nationalisation de la terre). L'année suivante, il publia un livre sur le sujet : Land Nationalisation; Its Necessity and Its Aims (Nationalisation de la terre ; nécessité et objectifs). Il critiqua l'impact négatif de la politique de libre-échange de l'Angleterre sur la classe ouvrière,. Après avoir lu Looking Backward de Edward Bellamy en 1889, Wallace se déclara socialiste. Ses idées le conduisirent à s'opposer tant au darwinisme social qu'à l'eugénisme, théories soutenues par d'autres importants penseurs évolutionnistes du XIXe siècle, en raison du fait que la société contemporaine était trop corrompue et injuste pour permettre une quelconque détermination raisonnable de qui était apte ou inapte. En 1898, Wallace écrivit un article défendant l'idée d’un système monétaire purement papier qui impressionna tellement l'économiste Irving Fisher que celui-ci lui dédicaça son livre, Stabilizing the Dollar, en 1920. Wallace a également beaucoup écrit sur d'autres sujets de société dont le soutien au droit de vote des femmes, ou les dangers et le gaspillage du militarisme,. Il continue jusqu'au bout à s'engager pour des causes sociales , publiant The Revolt of Democracy quelques semaines seulement avant sa mort.
Wallace continua son travail scientifique parallèlement à son militantisme. Il publia la suite de The Geographic Distribution of Animals en 1880 : Island Life. En novembre 1886, il entama un voyage de dix mois aux États-Unis et y donna une série de conférences. La plupart d'entre elles abordaient le thème du darwinisme (évolution et sélection naturelle) mais il en fit aussi quelques-unes sur la biogéographie, le spiritisme et la réforme sociale et économique. Pendant son voyage, il revit son frère John qui avait émigré en Californie des années auparavant. Il passa aussi une semaine au Colorado, avec pour guide la botaniste Alice Eastwood, à explorer la flore des Montagnes Rocheuses et à récolter les preuves qui le conduiraient à formuler une théorie selon laquelle la glaciation pourrait expliquer certains points communs entre la flore des montagnes européennes, asiatiques et nord-américaines, théorie qui fut publiée en 1891 dans l'article « English et American Flowers ». Il rencontra également beaucoup d’autres grands naturalistes et étudia leurs collections. Son livre Darwinism, publié en 1889, utilise les informations qu'il a recueillies durant son voyage aux États-Unis ainsi que celles qu’il avait rassemblées pour ses conférences,.

### Décès

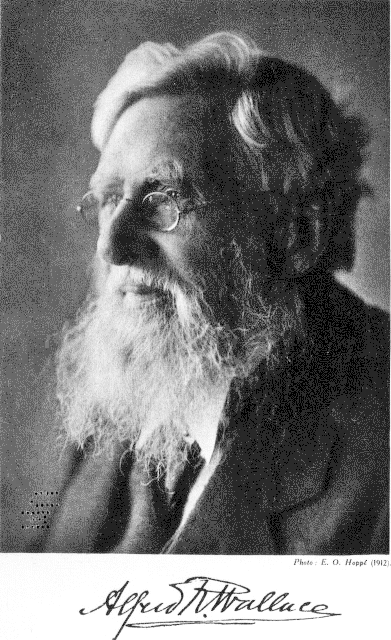
Wallace en 1912, un an avant sa mort.

Wallace mourut le 7 novembre 1913 à Old Orchard, la maison de campagne qu'il avait fait construire une dizaine d'années auparavant. Il avait 90 ans. Sa mort a été largement annoncée dans la presse ; le New York Times dit ainsi de lui qu'il était « le dernier des géants appartenant à ce merveilleux groupe d'intellectuels qui incluait, parmi tant d’autres, Darwin, Huxley, Spencer, Lyell et Owen, dont les recherches avant-gardistes révolutionnèrent et firent évoluer la pensée du siècle ». Dans la même édition, un autre journaliste disait aussi : « Nulle excuse ne doit être faite pour les quelques erreurs littéraires ou scientifiques de l'auteur de ce formidable livre sur l'archipel Malais ». Quelques-uns de ses amis suggérèrent qu'il soit enterré à l'abbaye de Westminster, mais sa femme exauça son vœu de reposer dans le petit cimetière de Broadstone dans le Dorset. Plusieurs scientifiques britanniques de renom formèrent un comité pour qu'un médaillon de Wallace soit placé dans l'abbaye de Westminster près de celui de Darwin. L'inauguration du médaillon eut lieu le 1er novembre 1915.

## Théorie de l'évolution

### Premières réflexions
À la différence de Darwin, Wallace commença sa carrière de naturaliste explorateur en étant déjà convaincu par la transmutation des espèces. Le concept avait, entre autres, été défendu par Jean-Baptiste Lamarck, Étienne Geoffroy Saint-Hilaire, Erasmus Darwin, et Robert Grant. Il fut largement débattu, mais généralement désapprouvé par les naturalistes les plus influents, et l’on considérait qu'il avait des connotations radicales, voire révolutionnaires,. Des anatomistes et géologues distingués tels que Georges Cuvier, Richard Owen, Adam Sedgwick et Charles Lyell l'attaquèrent violemment,. On a suggéré l'idée que Wallace adhéra à l'idée de transmutation des espèces en partie car il était toujours enclin à favoriser les idées radicales en politique, en religion et en science et parce qu'il était exceptionnellement ouvert à ce qui était marginal, voire très marginal dans la science.
Il fut aussi profondément influencé par les travaux de Robert Chambers dans Vestiges of the Natural History of Creation, un ouvrage de vulgarisation très controversé publié anonymement en 1844 dans lequel l'auteur défendait l'idée d'une origine évolutionniste pour le système solaire, la terre et les êtres vivants. En 1845, Wallace écrivit à Henry Bates :

« J'ai une meilleure opinion des Vestiges que vous ne semblez en avoir. Je ne les considère pas comme une généralisation hâtive, mais plutôt comme une hypothèse ingénieuse fortement soutenue par quelques faits et analogies saisissants, mais qui reste à prouver par plus de faits et la lumière additionnelle que de plus amples recherches peuvent jeter sur le problème. Il fournit un sujet auquel chaque étudiant de la nature peut se consacrer ; chaque fait qu'il observe sera validé ou pas, et cela sert ainsi à la fois d'incitation à la collection des faits, et d'objet auquel ils peuvent être appliqués une fois collectés. »

Wallace planifia délibérément certains de ses travaux sur le terrain pour tester l'hypothèse que selon un scénario évolutionniste des espèces étroitement liées devaient habiter des territoires voisins. Pendant qu'il travaillait dans le bassin amazonien, il se rendit compte que les barrières géographiques – telles que l'Amazone et ses principaux affluents – séparaient souvent des variétés d'espèces très proches les unes des autres, et inclut ces observations dans son article « On the Monkeys of the Amazon » en 1853. Vers la fin de l'article, il pose la question suivante : « Les espèces étroitement liées ont-elles jamais été séparées par un large intervalle de terre ? »
En février 1855, alors qu'il travaillait dans le Sarawak sur l'île de Bornéo, Wallace écrivit « Sur la loi qui a régulé l'introduction des espèces », un article qui fut publié dans Annals and Magazine of Natural History en septembre de la même année. Il y rassemble et énumère des observations générales sur la distribution géographique et géologique des espèces (biogéographie). Sa conclusion que « chaque espèce est apparue tant dans l'espace que dans le temps avec une espèce apparentée proche » allait être connue sous le nom de « loi Sarawak ». Wallace répondait ainsi à la question qu'il posait dans son article sur les singes du bassin fluvial de l’Amazone. Bien que cette publication ne fasse pas mention de possibles mécanismes d'évolution, elle préfigurait l'important article qu'il écrirait trois ans plus tard.
L'article bouleversa les croyances de Charles Lyell que les espèces étaient immuables. Bien que son ami Charles Darwin lui ait écrit en 1842 en exprimant son soutien à la théorie de la transmutation, Lyell avait continué à s'opposer fermement à cette idée. Début 1856, il parla de l'article de Wallace à Darwin, comme le fit Edward Blyth. Darwin assimila la conclusion de Wallace à du créationnisme progressif et écrivit que ce n’était « pas très nouveau… il emploie ma comparaison d'arbre [mais] cela ne semble être que de la création pour lui ». Lyell fut plus impressionné ; dans un carnet traitant des espèces, il s'attaqua aux conséquences, particulièrement pour l'ascendance humaine. Darwin exposa alors pour la première fois les détails complets de la sélection naturelle à Lyell, et bien que celui-ci ne pût être d'accord, il pressa Darwin de publier sa théorie pour établir la priorité. Darwin s'y opposa dans un premier temps, puis entama l'écriture d'une ébauche sur son travail sur les espèces en mai 1856.

### Sélection naturelle et Darwin
Wallace avait été convaincu, dès février 1858, par ses recherches biogéographiques dans l'archipel Malais de la réalité de l’évolution. Il écrira plus tard dans son autobiographie :

« Le problème était alors non seulement de savoir comment et pourquoi les espèces changeaient, mais comment et pourquoi elles évoluaient vers de nouvelles espèces bien définies, différenciées les unes des autres de tant de façons ; pourquoi et comment elles devenaient si précisément adaptées à des modes de vie distincts ; et pourquoi tous les niveaux intermédiaires disparaissaient (comme la géologie le montre) et laissaient seulement des espèces, genres et autres groupes d'animaux clairement définis et manifestes? »

Si l'on en croit son autobiographie, c'est lorsqu'il était alité et fiévreux que Wallace réfléchit à l'idée de Thomas Malthus de contrôle positif de la croissance démographique humaine et en vint à émettre l'idée de sélection naturelle. Il dit s'être trouvé sur l'île de Ternate à l'époque, mais les historiens émettent quelques doutes : ils déclarent en effet que si l'on se base sur l'enregistrement de ses collections qu'il avait alors annotées, il devait plus probablement se trouver sur l'île de Gilolo. Wallace le décrit comme suit :

« Il m'est ensuite venu à l'esprit que ces causes ou leurs équivalents jouent aussi continuellement dans le cas des animaux ; et comme les animaux se reproduisent beaucoup plus vite que les humains, la destruction chaque année de la part de ces causes doit être énorme pour conserver un nombre restreint d'espèces, puisqu’à l'évidence elles n'augmentent pas régulièrement année après année, car autrement il y a longtemps que le monde aurait été peuplé par ceux qui se reproduisent le plus vite. Réfléchissant vaguement à l'énorme et constante destruction que cela impliquait, j'en suis venu à me demander pourquoi certains meurent et d'autres vivent ? Et la réponse était clairement, dans l'ensemble les mieux adaptés vivent… et considérant le nombre de variations individuelles dont mon expérience de collectionneur m'avait montré l'existence, il s'ensuivait donc que tous les changements nécessaires à l'adaptation d'une espèce aux conditions changeantes seraient provoqués… De cette manière chaque partie d'une organisation animale pouvait être modifiée exactement comme exigé, et dans le processus même de cette modification le non-modifié s'éteindrait, et ainsi les caractères définis et le net isolement de chaque nouvelle espèce seraient expliqués. »

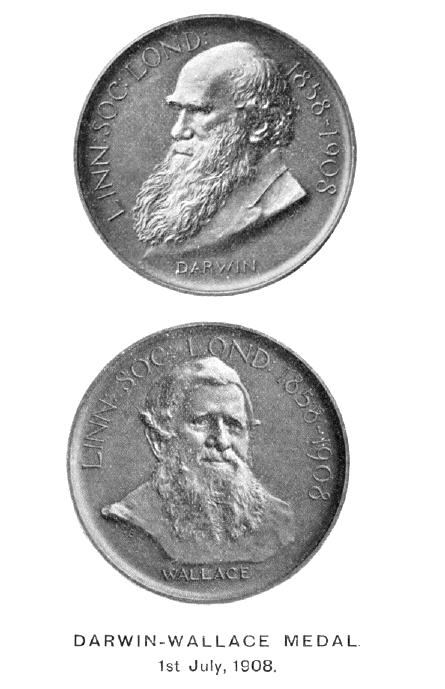
La médaille Darwin-Wallace émise par la Société linnéenne de Londres pour le de la lecture des articles de Darwin et Wallace sur la sélection naturelle.

Wallace, qui avait déjà brièvement rencontré Darwin, était l'un des correspondants dont il utilisait les observations pour construire sa propre théorie. Bien que les premières lettres échangées entre les deux hommes aient été perdues, Wallace conserva celles qu'il reçut. Dans la première, datée du 1er mai 1857, Darwin nota que la lettre de Wallace du 10 octobre qu'il venait de recevoir ainsi que son article de 1855 « On the Law that has regulated the Introduction of New Species » montraient qu'ils pensaient tous deux de la même façon et arrivaient dans une certaine mesure à des conclusions similaires, ajoutant qu'il se préparait à publier ses travaux d'ici environ deux ans. Dans la seconde lettre, datée du 22 décembre 1857, il se montre heureux que Wallace théorise sur la distribution, ajoutant que « sans spéculation il n’y a pas d'observation bonne et originale » tout en commentant « je crois que je vais beaucoup plus loin que vous ». Wallace fit confiance à Darwin sur ce point et lui fit parvenir son essai de février 1858 « On the Tendency of Species to form Varieties » en lui demandant de le lire et de le transmettre à Lyell s'il pensait que cela avait de la valeur. Darwin reçut le manuscrit le 18 juin 1858. Quoique l'essai de Wallace n'employât pas l'expression de Darwin « sélection naturelle », il décrivait les mécanismes d'une divergence évolutionniste d'espèces par rapport à d'autres semblables à la suite de pressions environnementales. Dans ce sens, c'était très similaire à la théorie sur laquelle Darwin travaillait depuis vingt ans mais qu'il lui restait encore à publier. Darwin envoya le manuscrit à Lyell accompagné d’une lettre dans laquelle il disait « il n'aurait pas pu faire de meilleur résumé ! […] il ne dit pas qu'il souhaiterait que je le publie, mais je vais, bien sûr, de ce pas écrire et l'envoyer à n'importe quel journal,. » Désemparé par la maladie de son fils, il se déchargea du problème sur Charles Lyell et Joseph Hooker qui décidèrent de publier l'essai dans une présentation commune incluant des écrits inédits de Darwin qui mettaient en avant sa priorité. L'essai de Wallace fut présenté à la Société linnéenne de Londres le 1er juillet 1858, en même temps que des extraits d'un essai que Darwin avait montré en privé à Hooker en 1847 et une lettre qu'il avait écrite à Asa Gray en 1857.
Wallace accepta ces dispositions après les faits, reconnaissant d'avoir été inclus à cette présentation malgré tout. Le statut social et scientifique de Darwin était à l'époque bien plus important que celui de Wallace, et sans cette association il est fort probable que les idées de Wallace sur l'évolution n'auraient pas été prises aussi au sérieux : Wallace, un homme de terrain, issu d'un milieu modeste, représente le type même d'autodidactes que l'aristocratie de l'époque surnommait «les attrapeurs de mouches». L'arrangement de Lyell et de Hooker reléguèrent Wallace à la position de codécouvreur. Cependant, la lecture en commun de leurs articles sur la sélection naturelle lia le nom de Wallace à celui de l'éminent Darwin. Ceci, combiné au plaidoyer de Darwin en sa faveur (ainsi que de celle de Hooker et Lyell) permit à Wallace d'accéder plus facilement qu'auparavant aux plus hauts niveaux de la science britannique. La réaction à la lecture fut modérée, le président de la Société linnéenne disant en mai 1859 que cette année-ci n'avait pas été marquée par d'impressionnantes découvertes, mais grâce à la publication de L'Origine des espèces de Darwin plus tard en 1859, son importance devint évidente. Quand Wallace retourna en Angleterre, il rencontra Darwin et les deux hommes restèrent amis par la suite.
Wallace devint l'un des plus ardents défenseurs de L'Origine des espèces. Lors d'un incident en 1863 qui fit particulièrement plaisir à Darwin, Wallace publia un court article intitulé « Remarques sur l'article du Rév. S. Haughton sur les cellules d'abeilles, et sur L'Origine des espèces » afin d'anéantir l'article d'un professeur de géologie à l'université de Dublin qui avait sévèrement critiqué les commentaires de Darwin dans L'Origine sur la manière dont les abeilles à miel pouvaient avoir évolué grâce à la sélection naturelle. Autre notable défense de L’Origine : « La création par la loi », publié en 1867 dans le Quaterly Journal of Science, où Wallace critique The Reign of Law, un livre écrit par le George Campbell, 8e duc d'Argyll, dans lequel il réfutait la théorie de la sélection naturelle. Après une réunion de la British Association en 1870, Wallace écrivit à Darwin se plaignant qu'il n'y avait « plus aucun adversaire qui sache quoi que ce soit sur l'histoire naturelle, de sorte qu'il n'y a aucune bonne discussion comme nous avions l'habitude d'en avoir. »

#### Différences entre les idées de Darwin et de Wallace
Les historiens de la science ont noté que bien que Darwin considérât que les idées que contenait l'article de Wallace étaient essentiellement les mêmes que les siennes, il y avait pourtant des différences notables.
Darwin insistait sur la compétition entre individus de la même espèce pour survivre et se reproduire, là où Wallace mettait l'accent sur la pression écologique contraignant les variétés et les espèces à s'adapter à leur environnement ou à s'éteindre,. On a suggéré que l'insistance de Wallace sur l'importance de l'adaptation à l'environnement pour la survie et l'insistance de Darwin sur la compétition entre individus de la même espèce était à l’origine de leur désaccord sur l'importance de la sélection sexuelle.
De plus, Wallace semble avoir considéré la sélection naturelle comme une sorte de mécanisme de rétroaction maintenant les espèces et variétés adaptées à leur environnement. Ils indiquent un passage en grande partie oublié du célèbre article de Wallace :

« L'action de ce principe est exactement comme celle du régulateur centrifuge d'un moteur à vapeur, qui vérifie et corrige toutes les irrégularités presque avant qu'elles ne soient visibles ; et de manière semblable aucune insuffisance déséquilibrée dans le règne animal ne peut jamais atteindre d'ampleur manifeste, car elle se ferait sentir à la toute première étape, en rendant l'existence difficile et l'extinction à venir presque sûre. »

Le cybernéticien et anthropologue Gregory Bateson observa dans les années 1970 que même en considérant ceci comme une métaphore, Wallace avait « probablement dit la chose la plus puissante du XIXe siècle. » Bateson, en 1979, a réétudié le sujet dans son livre La nature et la pensée, et d'autres spécialistes ont continué à explorer le lien entre la sélection naturelle et la théorie des systèmes.
Wallace s’écarte résolument de Darwin sur un point essentiel : pour lui, les espèces sauvages sont en permanence soumises à la pression de la lutte pour l’existence, elles travaillent donc tout le temps à assurer leur subsistance et leur sécurité face aux concurrents, prédateurs et contre les conditions défavorables. Les espèces domestiques, au contraire, ne sont pas soumises à une telle pression permanente, puisque l’homme leur assure les meilleures conditions d’existence, leur offre le gîte, le couvert et empêche leur destruction pour son plus grand avantage. La différence de condition entre les espèces sauvages et domestiques est, pour Wallace, si radicale qu’il pense, au contraire de Darwin, que l’on ne peut comparer les effets de la sélection artificielle, qui sont le produit d’un choix ponctuel des reproducteurs par le sélectionneur, à ceux de la sélection naturelle, qui sont le produit d’un ensemble de contraintes exercées en permanence par les circonstances durant une lutte quotidienne pour la vie :

« Nous voyons donc que l’observation des animaux domestiques ne peut fournir aucune donnée sur la permanence des variétés à l’état de nature. Les deux classes sont si opposées l’une à l’autre en toute circonstance, que ce qui est juste par rapport à l’une, est presque toujours faux par rapport à l’autre. Les animaux domestiques sont anormaux, irréguliers, artificiels ; ils sont sujets à des variations qui ne se présentent pas et ne peuvent jamais se présenter dans la nature, et plusieurs d’entre eux sont si loin de l’équilibre d’organisation et de facultés nécessaire à l’animal laissé à ses propres ressources pour vivre et se multiplier, que leur existence même dépend de l’homme. »

Bien qu’il mentionne à plusieurs reprises l’essai de Wallace dans L’Origine des espèces, Darwin n’en affirme pas moins :

« Il n’est aucune raison évidente pour que les principes dont l’action a été si efficace à l’état domestique n’aient pas agi à l’état de nature. »

Nulle part Darwin ne discutera cette divergence radicale de vues entre leurs deux conceptions. Au contraire, il s'emploiera à faire croire que leurs points de vue sont identiques, sans d'ailleurs que Wallace ne fasse valoir son originalité en la matière.

#### Coloration d'avertissement et sélection sexuelle
En 1867, Darwin écrivit à Wallace à propos d’un problème qu'il avait pour comprendre comment certaines chenilles pouvaient avoir développé des combinaisons de couleurs ostensibles. Il en était venu à penser que la sélection sexuelle, une idée à laquelle Wallace n'accordait pas la même importance que Darwin, expliquait ces combinaisons de couleurs. Il réalisa cependant que cela ne pouvait s'appliquer aux chenilles. Wallace répondit que lui et Bates avaient observé que les papillons les plus spectaculaires avaient une odeur et un goût particuliers, et que John Jenner Weir lui avait dit que les oiseaux ne mangeraient pas un certain type de mite blanche commune car ils les trouvaient immangeables.
Wallace répondit à Darwin que « comme la mite blanche est aussi remarquable au crépuscule qu'un papillon en plein jour » il semblait probable que la combinaison de couleurs voyantes servait d'avertissement pour les prédateurs et pouvait ainsi s'être développée à travers la sélection naturelle. Darwin fut impressionné par cette idée. Lors d'une réunion à la Société entomologique, Wallace demanda si quelqu'un avait la moindre preuve à apporter sur le sujet. En 1869, Weir publia des données, tirées d'expériences et d'observations impliquant des chenilles aux couleurs vives, qui allaient dans le sens de la théorie de Wallace.
La coloration d'avertissement fut l'une des contributions de Wallace dans le domaine de l'évolution de la coloration animale en général et dans celui de la coloration protectrice en particulier. C'était aussi un élément du désaccord de longue date qui opposait Wallace et Darwin sur l'importance de la sélection sexuelle. Dans son livre publié en 1878, Tropical Nature and Other Essays, il développe le thème de la coloration chez les animaux et les plantes et propose des explications alternatives à un nombre de cas que Darwin attribuait à la sélection sexuelle. Il développera à nouveau longuement le thème en 1889 dans son livre Darwinism.

#### Effet Wallace
Dans Darwinism, livre expliquant et défendant l'idée de sélection naturelle, il émit l'hypothèse que la sélection naturelle pouvait entraîner l'isolement reproducteur de deux variétés en encourageant le développement de barrières contre l'hybridation, contribuant ainsi au développement de nouvelles espèces. Il suggéra le scénario suivant : quand deux populations d'une même espèce avaient divergé au-delà d'un certain point, chacune adaptée à des conditions particulières, la progéniture hybride serait moins bien adaptée que l'une ou l'autre forme parentale, et à ce point la sélection naturelle tendrait à éliminer les hybrides. En outre, dans de telles conditions, la sélection naturelle favoriserait le développement de barrières à l'hybridation, comme des individus qui ont évité des accouplements hybrides tendraient à avoir une progéniture plus adaptée, contribuant de ce fait à l'isolation reproductrice de deux espèces naissantes. Cette théorie est connue sous le nom d'effet Wallace,. Wallace, dans une lettre, avait suggéré à Darwin dès 1868 que la sélection naturelle pouvait avoir un rôle dans la prévention à l'hybridation mais sans plus de précisions. Cela continue aujourd’hui d'être un sujet d'études de la biologie évolutionniste tant grâce à la simulation sur ordinateur qu'à l'aide de résultats empiriques pour en prouver le bien-fondé.

### Application de la théorie à l'homme et rôle de la téléologie dans l'évolution

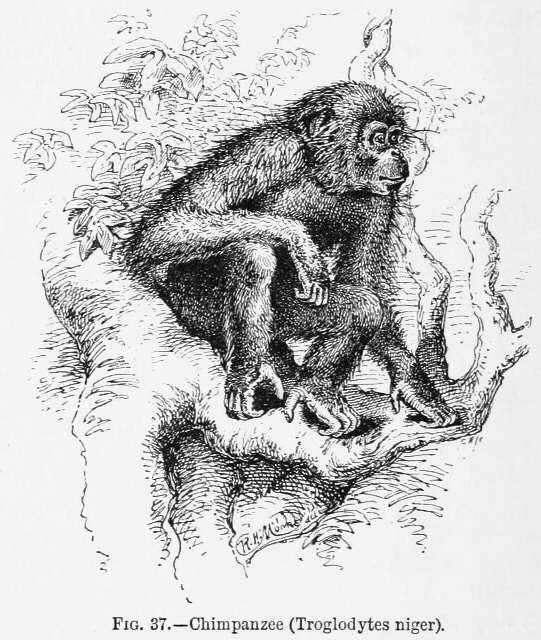
Dans Darwinism de Wallace, une illustration dans le chapitre sur l'application de la sélection naturelle à l'homme montre un chimpanzé.

Wallace publia en 1864 un article intitulé « The Origin of Human Races and the Antiquity of Man Deduced from the Theory of Natural Selection » dans lequel il appliquait la théorie au genre humain. Darwin n'avait pas encore publiquement abordé le sujet, alors que Thomas Huxley l'avait déjà fait dans De la place de l'Homme dans la nature.
Peu de temps après, Wallace s'intéressa au spiritisme. Vers la même époque, il commença aussi à affirmer que la sélection naturelle ne pouvait expliquer le génie mathématique, artistique ou musical, ni les méditations métaphysiques, l'esprit ou l'humour. Il a par la suite dit que quelque chose dans « l'univers invisible de l'Esprit » était intervenu au moins trois fois dans l'Histoire : la création de la vie à partir de matière inorganique, l'introduction de la conscience chez les animaux les plus évolués et la génération de facultés mentales supérieures chez l'être humain. Il croyait également que la raison d'être de l'univers était le développement de l'esprit humain. Ces idées perturbèrent beaucoup Darwin : il riposta que les attraits spirituels n'étaient pas nécessaires et que la sélection sexuelle pouvait facilement expliquer des phénomènes mentaux en apparence non adaptatifs. Tandis que certains historiens ont conclu que la croyance de Wallace que la sélection naturelle était insuffisante à expliquer le développement de la conscience et de l'esprit humain était la cause directe de son adoption du spiritisme, d'autres spécialistes de Wallace désapprouvèrent cette interprétation, certains maintenant que Wallace n'a jamais cru que la sélection naturelle s'appliquait à ces domaines,. Les réactions aux idées de Wallace sur le sujet parmi les principaux naturalistes furent multiples. Charles Lyell adopta les idées de Wallace sur l'évolution humaine plutôt que celles de Darwin, mais beaucoup, dont Huxley, Hooker et Darwin lui-même, se montrèrent critiques vis-à-vis de Wallace. Comme un historien des sciences l'a fait remarquer, les idées de Wallace dans ce domaine étaient en désaccord avec deux principes majeurs de la philosophie darwinienne émergente selon lesquels l'évolution n'est ni téléologique ni anthropocentrique.

### Rôle de Wallace dans l'histoire de la théorie évolutionniste
Wallace est seulement mentionné dans beaucoup de comptes rendus sur l'histoire de l'évolution comme celui qui a simplement été le « stimulus » à la publication de la théorie de Darwin. En réalité, Wallace a développé ses propres théories évolutionnistes, lesquelles différaient de celles de Darwin, et il était considéré par beaucoup à l'époque (particulièrement Darwin) comme étant un penseur important sur l'évolution dont les idées ne pouvaient être ignorées. Un historien des sciences a indiqué que tant à travers leur correspondance privée que leurs publications, Darwin et Wallace ont échangé des connaissances et ont pendant très longtemps stimulé les idées et théories de chacun. Wallace est le naturaliste le plus cité dans le livre de Darwin, La filiation de l'homme, et souvent de manière critique. Il resta cependant un ardent défenseur de la sélection naturelle tout au long de sa vie. Dans les années 1880, l'évolution était une idée largement acceptée dans les cercles scientifiques, mais Wallace et August Weismann étaient quasiment les seuls parmi les biologistes d'importance à croire que la sélection naturelle en était l'élément moteur majeur,. En 1889, Wallace publia Darwinism, dans lequel il répondit aux critiques scientifiques sur la sélection naturelle. De tous ses livres, c'est celui qui est le plus souvent mentionné dans les publications spécialisées.

## Spiritisme
Vivement intéressé par la phrénologie, Wallace expérimenta très tôt l'hypnose, alors connue sous la forme du mesmérisme. Il fit participer, avec un succès considérable, certains de ses étudiants à Leicester comme sujets. Quand il commença ses expériences sur le mesmérisme, le thème était très controversé et les expérimentateurs de la première heure, tels que John Elliotson, avaient été durement critiqués par les institutions médicales et scientifiques. Wallace établit un lien entre ses expériences sur le mesmérisme et ses recherches ultérieures sur le spiritisme. Il écrivait en 1893 :

« J'ai ainsi appris ma première grande leçon dans l'enquête sur ces domaines obscurs du savoir, ne jamais accepter l'incrédulité de grands hommes ou leurs accusations d'imposture ou d'imbécillité, comme ayant du poids quand elles sont opposées à l'observation répétée de faits par d'autres hommes, de l'aveu de tous sains et honnêtes. L'histoire entière de la science nous montre que chaque fois que des hommes savants et instruits de tout âge ont nié les faits ou d'autres chercheurs pour raison a priori d'absurdité ou d'impossibilité, les négateurs ont toujours eu tort. »

Wallace commença à étudier le spiritisme durant l'été 1865, probablement à cause de l'insistance de sa sœur aînée Fanny Sims qui s'y intéressait depuis un certain temps déjà. Après avoir examiné les écrits sur ce sujet et tenté d'évaluer les phénomènes dont il avait été le témoin pendant des séances, il en vint à accepter que la croyance était liée à une réalité naturelle. Il demeura convaincu tout au long de sa vie qu'au moins quelques séances étaient authentiques, peu importe le nombre d'accusations de fraudes de la part des sceptiques, ou le nombre de preuves de supercherie apportées. Un de ses biographes a suggéré que le choc émotionnel qu'il avait reçu quelques mois plus tôt, lorsque sa première fiancée avait rompu les fiançailles, avait contribué à le rendre réceptif au spiritisme. D'autres spécialistes ont plutôt préféré faire valoir le désir de Wallace de trouver des explications rationnelles et scientifiques à tous les phénomènes de la nature et la société humaine, qu'ils soient matériels ou immatériels,.
Le spiritisme attirait beaucoup de personnes instruites de l'époque victorienne qui ne trouvaient plus acceptable la doctrine religieuse traditionnelle comme celle de l'Église d'Angleterre, et qui étaient insatisfaites par la vision entièrement matérialiste et mécanique du monde qui émergeait de plus en plus de la science du XIXe siècle. Certains universitaires qui ont étudié en profondeur les théories de Wallace pensent cependant que le spiritisme était plus pour lui une question de science et de philosophie qu'une question de croyance religieuse,. Mis à part Wallace, d'autres grands intellectuels au XIXe siècle s'intéressèrent au spiritisme dont le réformateur social Robert Owen, l'une des premières idoles de Wallace, les physiciens William Crookes et Lord Rayleigh, le mathématicien Augustus De Morgan ou l'éditeur écossais Robert Chambers,.
La grande publicité qu'il fit au spiritisme dans les années 1870 et la défense répétée de médiums contre des allégations de fraude endommagèrent sa réputation scientifique. Ses rapports avec ses anciens amis Henry Bates, Thomas Huxley et même Darwin qui pensait qu'il était excessivement crédule, s'en ressentirent. D'autres, tels que le physiologiste William Benjamin Carpenter et le zoologiste Edwin Ray Lankester firent ouvertement et publiquement preuve d'hostilité à son égard. Wallace ainsi que certains scientifiques qui défendaient le spiritisme, notamment William Crookes, furent l'objet de beaucoup de critiques de la part de la presse, The Lancet, principale revue médicale anglaise à l'époque, se montrant particulièrement virulent. La controverse mit à mal la perception qu'avait le public des travaux de Wallace pour le restant de ses jours. Lorsqu'en 1879, Darwin tenta de rallier du soutien parmi les naturalistes pour obtenir une pension à Wallace, Joseph Hooker répondit :

« Wallace a considérablement déchu, non seulement par son adhésion au spiritisme mais par le fait qu'il ait délibérément et contre l'avis unanime du comité de sa section de la British Association, provoqué une discussion sur le spiritisme à l'une des réunions de section. L'on dit qu'il l'a fait d'une manière sournoise, et je me rappelle fort bien l'indignation que cela a suscité au conseil de la B.A. »

Hooker se laissa finalement fléchir et accepta de soutenir la demande de pension.

## Biogéographie et écologie

### Zoogéographie

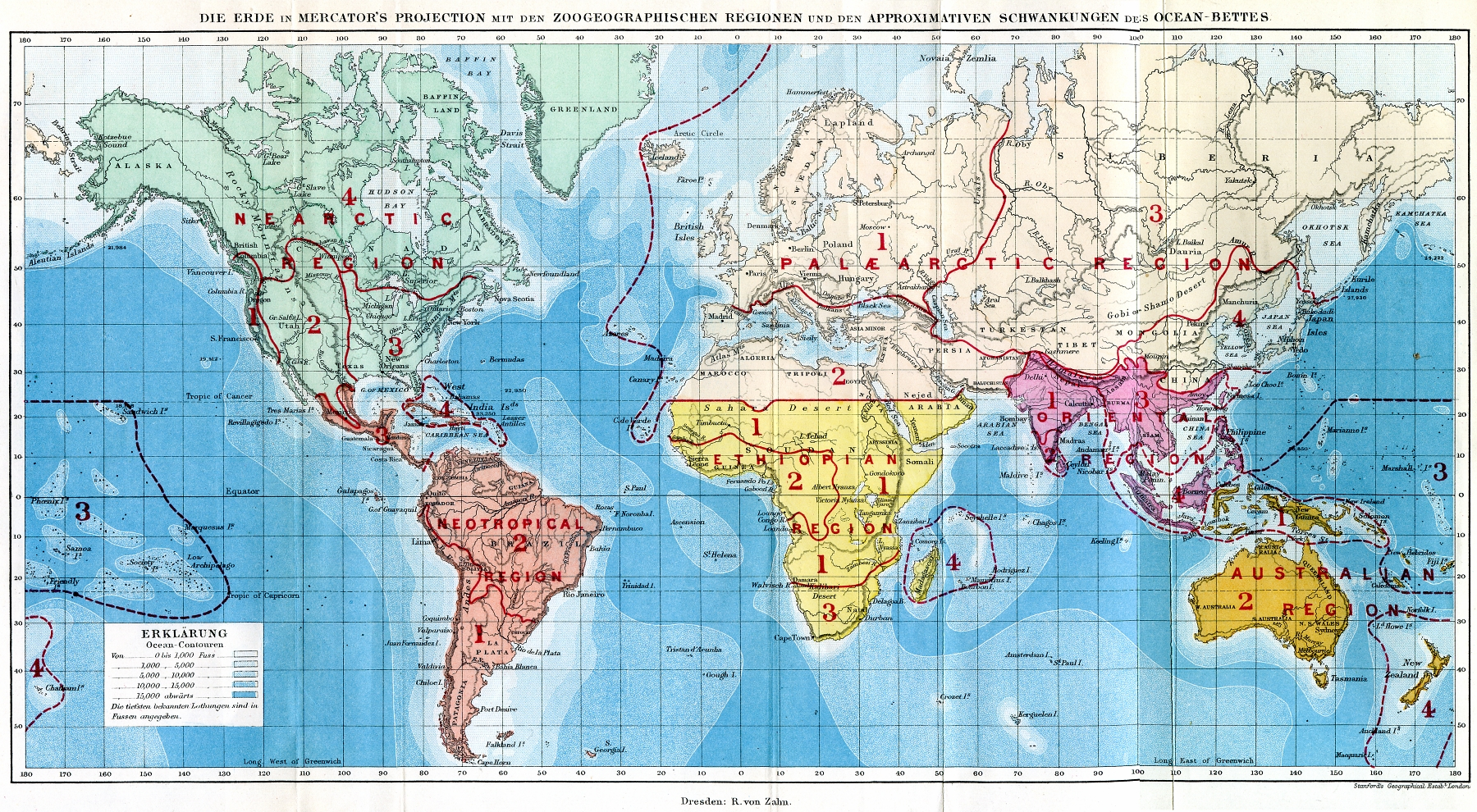
Carte The Geographical Distribution of Animals (1876) montrant la découpe du monde en six régions biogéographiques.

Encouragé par plusieurs de ses amis dont Darwin, Philip Sclater et Alfred Newton, Wallace entama des recherches en 1872 sur un examen général de la distribution géographique des animaux. Il progressa peu au début, en partie parce que les systèmes de classification pour beaucoup de types d'animaux étaient à l'époque en perpétuel changement, mais il se remit sérieusement au travail en 1874 après la publication de nombre de nouveaux travaux sur la classification. En étendant le système développé par Sclater pour les oiseaux – lequel répartissait les espèces dans six régions géographiques distinctes – aux mammifères, aux reptiles et aux insectes, Wallace créa la base pour les régions zoogéographiques que l'on utilise toujours aujourd’hui. Celles-ci intégraient les effets de l'apparition et de la disparition de ponts de terre (tels que celui qui lie l'Amérique du Sud et l'Amérique du Nord) et les effets des périodes de grande glaciation. Il dessina des cartes qui montraient les facteurs ayant eu une influence sur la répartition des animaux, tels que l'élévation des montagnes, la profondeur des océans et le caractère de la végétation locale. Il fit également un récapitulatif de tous les genres et familles connus d'animaux supérieurs et établit la liste de leur répartition géographique. Le texte était organisé de telle manière qu'il serait facile pour un voyageur d'apprendre quels animaux pouvaient être trouvés dans un lieu précis. Le résultat de ses recherches publié en deux volumes en 1876 sous le titre de The Geographical Distribution of Animals, servit de référence définitive sur la zoogéographie pendant les 80 ans suivants.
Wallace publia la suite de ce livre en 1880 dans Island Life, lequel examine la répartition des animaux et des plantes dans les îles. Il classa les îles dans trois groupes différents. Le premier était constitué par les îles océaniques, comme les Galapagos et les îles hawaïennes (intégrées à l'époque dans l'archipel des îles Sandwich) situées au milieu de l’océan et qui n'avaient jamais été rattachées à un grand continent. De telles îles étaient caractérisées par une absence complète de mammifères terrestres et d'amphibiens, et leurs habitants (à l'exception des oiseaux migrateurs et des espèces introduites par l'homme) étaient typiquement le résultat d'une colonisation accidentelle et de leur évolution ultérieure. Puis, il divisa les îles continentales en deux groupes, celles qui avaient récemment fait partie d'un continent (comme la Grande-Bretagne) et celles qui en avaient fait partie moins récemment (comme Madagascar) et se demanda comment cette différence pouvait avoir influé sur la flore et la faune. Il s'interrogea sur la manière dont l'isolement avait influé sur l'évolution et sur la façon dont cela avait pu contribuer à préserver certains types d'animaux tels que les Lémuriens de Madagascar qui étaient les derniers représentants d'une faune autrefois répandue sur le continent. Il aborda également la question des changements climatiques, en particulier les périodes de grandes glaciations, et se demanda quelle avait été leur influence sur la répartition de la flore et de la faune dans certaines îles ; la première partie du livre examine par ailleurs les causes possibles de ces périodes glaciaires. Island Life fut à l'époque considéré comme un important travail de recherches et les cercles scientifiques en firent grand cas, que ce soit dans des revues ou dans leur correspondance.

### Environnement
Le travail considérable de Wallace sur la biogéographie lui fit prendre conscience de l'impact des activités humaines sur la nature. Dans Tropical Nature and Other Essays (1878), il avertit des dangers de la déforestation et de l'érosion du sol, tout particulièrement en climat tropical enclin aux fortes précipitations. Notant les interactions complexes entre la végétation et le climat, il prévint qu'un déboisement massif de la forêt tropicale pour la culture du café à Ceylan (Sri Lanka) et en Inde affecterait défavorablement le climat dans ces pays et conduirait à leur éventuel appauvrissement à la suite d'une érosion du sol. Wallace parla à nouveau de déforestation dans Island Life et de son impact sur les espèces invasives. Voici ce qu'il écrivit sur l'effet de la colonisation européenne dans l'île Sainte-Hélène :

« … pourtant l'aspect général de l'île est maintenant si stérile et inhospitalier que certaines personnes trouvent difficile de croire que c'était par le passé entièrement verdoyant et fertile. La cause de ce changement est, toutefois, très facilement explicable. Le sol riche formé par la roche volcanique décomposée et les dépôts végétaux pouvait seulement être maintenu sur les pentes raides tant qu'il était protégé par la végétation à laquelle il devait en grande partie ses origines. Quand ceci fut détruit, les fortes pluies tropicales eurent tôt fait d'emporter le sol et de laisser une vaste étendue de roche nue ou d'argile stérile. Cette destruction irréparable fut causée, en premier lieu, par les chèvres, lesquelles furent introduites par les Portugais en 1513, et augmentèrent si rapidement qu'en 1588 leur nombre se comptait en milliers. Ces animaux sont les plus grands adversaires des arbres, car ils mangent les jeunes pousses et ainsi empêchent la restauration naturelle de la forêt. Ils furent, cependant, aidés par le gaspillage insouciant de l'Homme. La Compagnie des Indes orientales prit possession de l'île en 1651, et vers 1700 il devint évident que les forêts diminuaient et que cela exigeait une certaine protection. Deux des arbres locaux, le séquoia et l'ébène, étaient bons pour le tannage, et, pour s'éviter de la peine, l'écorce a été inutilement dépouillée des troncs seulement, le reste étant laissé à la putréfaction ; tandis qu'en 1709 une grande quantité d'ébène disparaissant rapidement était utilisée pour brûler la chaux afin de construire des fortifications. »

## Autres controverses

### Pari sur une terre plate
En 1870, un partisan de la non-sphéricité de la terre du nom de John Hampden proposa un pari de 500 £ dans un magazine à qui pourrait démontrer qu'une étendue d'eau telle qu'une rivière, un canal ou un lac avait une courbure convexe. Wallace, intrigué par le défi et en manque d'argent, conçut une expérience dans laquelle il disposa deux objets le long d'un canal d'environ 10 km, chacun à la même hauteur au-dessus du niveau de l'eau et dans la visée d'un télescope installé sur un pont. Quand on observait le résultat au télescope, un des objets paraissait plus élevé que l'autre, ce qui prouvait que la terre était courbe. L'arbitre dans ce pari, le rédacteur du magazine Field, déclara Wallace vainqueur mais Hampden contesta le résultat. Il poursuivit Wallace en justice et fit campagne contre lui pendant des années, au moyen de lettres dans plusieurs journaux ou à des organisations dont Wallace était membre, l'accusant d'être un escroc et un voleur. Wallace gagna de multiples procès en diffamation contre Hampden mais le litige consécutif au pari lui coûta plus que le montant en jeu et la polémique le contraria longtemps.

### Campagne anti-vaccination
Au début des années 1880, Wallace participa au débat sur l'obligation de la vaccination contre la variole. Il pensait à l'origine que c'était une question de choix personnel mais après avoir étudié certaines des statistiques fournies par les militants anti-vaccination, il en vint à mettre en doute l'efficacité du vaccin. La théorie des microbes, sources de maladies, était alors très récente et loin d'être universellement acceptée ; d’autre part personne n'en savait suffisamment sur le système immunitaire humain pour comprendre pourquoi la vaccination fonctionnait. Quand Wallace enquêta, il découvrit des cas où les défenseurs de la vaccination avaient utilisé des statistiques plus que discutables. Toujours méfiant vis-à-vis de l'autorité, il devint convaincu que la diminution des cas de variole ne devait pas être attribuée à la vaccination elle-même mais à une meilleure hygiène et que les médecins avaient un intérêt particulier à vouloir promouvoir le vaccin. Wallace et d'autres opposants signalèrent que la vaccination, souvent effectuée dans de mauvaises conditions sanitaires, pouvait être dangereuse. Il témoigna en 1890 devant une commission royale qui enquêtait sur la polémique. Quand les membres de la commission examinèrent la documentation qu'il avait fournie pour appuyer ses dires, ils trouvèrent des erreurs, dont quelques statistiques hasardeuses. The Lancet déclara que Wallace et les autres opposants à la vaccination avaient été très sélectifs dans le choix des statistiques utilisées et n'avaient pas tenu compte de la grande quantité de données qui allaient à l'encontre de leur position. La commission conclut que la vaccination antivariolique était efficace et devrait rester obligatoire, mais elle recommanda que des changements soient opérés dans les procédures afin de les rendre plus sûres et que les pénalités contre ceux qui refusaient de s'y soumettre soient moins sévères. Bien des années après, en 1898, Wallace écrivit un pamphlet dans lequel il attaquait les conclusions de la commission ; celui-ci fut attaqué à son tour par The Lancet qui déclara qu'il contenait bon nombre des mêmes erreurs que celles énoncées devant la commission.

### Canaux martiens
En 1907, il écrivit Is Mars Habitable?, un livre qui critiquait les déclarations de Percival Lowell affirmant que des canaux martiens avaient été construits par des êtres doués d'intelligence. Wallace fit des recherches pendant des mois, consulta de nombreux experts et aboutit à sa propre analyse scientifique du climat et des conditions atmosphériques sur Mars. Il précisa entre autres que l'analyse spectroscopique n'avait montré aucun signe de vapeur d'eau dans l'atmosphère de Mars, que l'analyse de Lowell sur le climat de Mars avait de sérieux défauts et qu'elle surestimait la température à la surface, puis qu'une pression atmosphérique basse rendrait la présence d'eau liquide, sans parler d'une planète avec des systèmes d'irrigation, impossible. Wallace s'est, au début, intéressé à la question car sa philosophie anthropocentrique l'inclinait à croire que l'homme était probablement unique dans l'univers.

## Postérité et reconnaissance
Wallace bénéficiait, en raison de ses écrits, d'une grande notoriété tant en tant que scientifique qu'en tant que militant, recherché par des journalistes ou d'autres personnes pour ses avis. Des doctorats honorifiques ainsi qu'un certain nombre d'honneurs professionnels lui furent décernés tels que l'élection à la Royal Society, la médaille Copley ou l'ordre du Mérite de la part du gouvernement britannique. C'est par-dessus tout son rôle de codécouvreur de la sélection naturelle et son travail sur la zoogéographie qui en ont fait un personnage d'exception. Il était sans nul doute l'un des plus grands explorateurs de l'histoire naturelle.
Cependant, après sa mort, sa célébrité s'estompa rapidement et il fut considéré pendant longtemps comme une figure relativement obscure dans l'histoire des sciences. Un certain nombre de raisons ont été avancées dont sa modestie, sa volonté de soutenir des causes impopulaires sans se préoccuper de sa réputation, ainsi que la gêne de la communauté scientifique face à quelques-unes de ses idées non conventionnelles.
Il est récemment sorti de l'oubli grâce à la publication de plusieurs biographies sur sa vie et d'anthologies de ses écrits, et à la création d'un site internet qui lui est consacré. Un critique littéraire du New Yorker observa qu'au moins cinq de ces biographies et deux de ces anthologies avaient été publiées depuis l'an 2000. En 2021, Agnès Mathieu-Daudé explore son parcours dans son roman La ligne Wallace.

## Récompenses, honneurs et commémorations

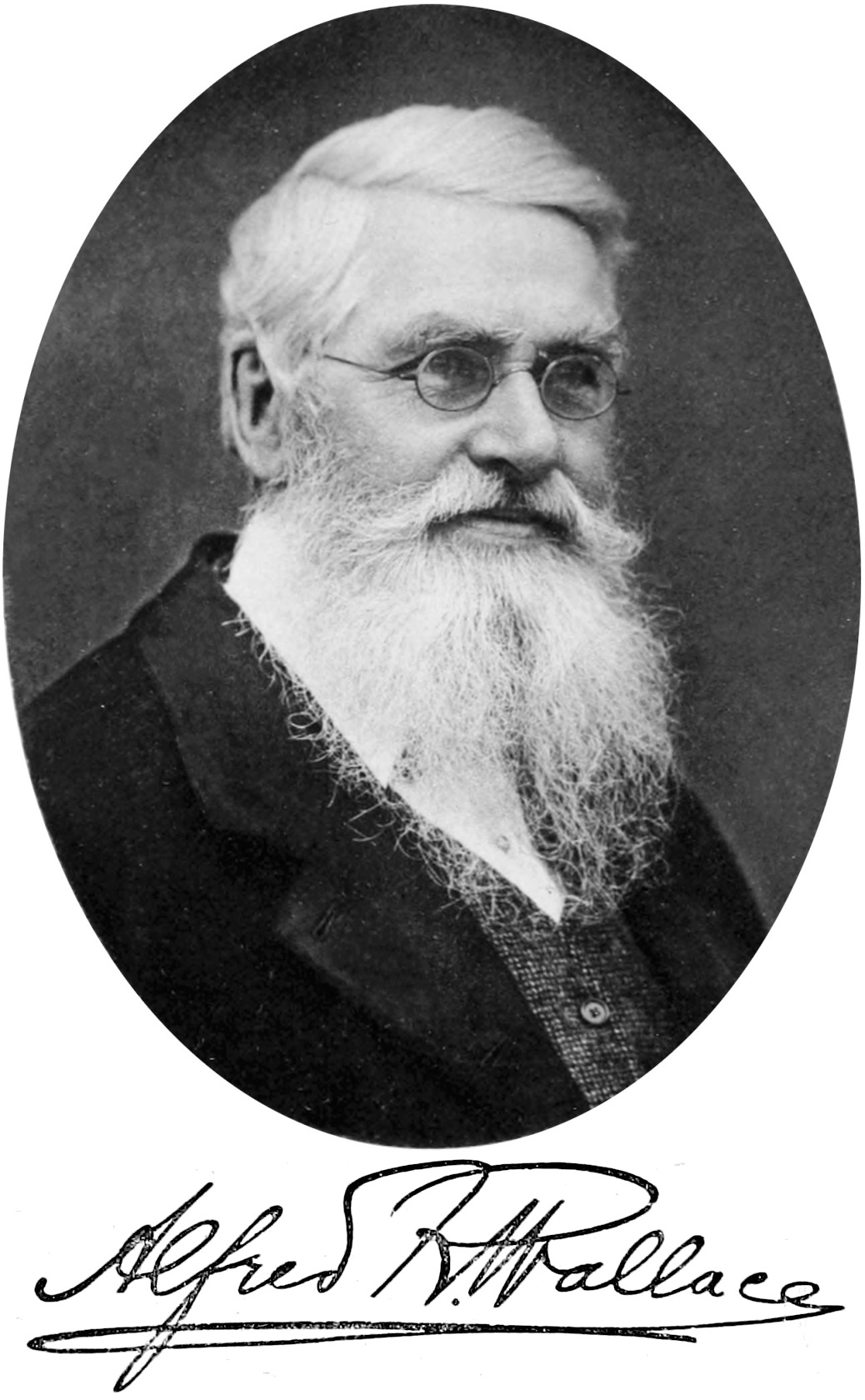
Portrait d'Alfred Russel Wallace avec sa signature en première page de Darwinism (1889).

- Parmi les nombreuses récompenses que Wallace reçut, on peut citer l'ordre du Mérite (1908), la médaille royale de la Royal Society (1868), la médaille Copley (1908), la médaille des fondateurs de la Royal Geographical Society (1892) et la médaille d'or de la société linnéenne (1892) ;
- il fut élu directeur de la section anthropologique de la British Association en 1866 ;
- il fut élu président de la société entomologique de Londres en 1870 ;
- il fut élu directeur de la section biologique de la British Association en 1876 ;
- à la suite des pressions exercées par Darwin et Huxley, une pension annuelle de 200 £ lui a été accordée par le gouvernement britannique en 1881 ;
- il fut élu à la Royal Society en 1893 ;
- on lui a demandé de présider le congrès international des spirites, qui se déroulait à Londres, en 1898 ;
- une maison d'étudiants à la Richard Hale School porte son nom depuis 1928. Wallace y fit ses études de 1828 à 1836 ;
- un médaillon à son nom fut apposé à l'abbaye de Westminster le 1er novembre 1915 ;
- des cratères sur Mars et sur la Lune portent son nom ;
- on a proposé qu'un centre pour la recherche sur la biodiversité à Sarawak porte son nom en son honneur en 2005[121] ;
- le 24 janvier 2013, le comédien anglais Bill Bailey, fervent admirateur de Alfred R. Wallace, a dévoilé, à l'occasion de la célébration du centenaire de sa mort, un portrait du naturaliste dans le hall du musée des sciences naturelles à Londres. Le portrait réalisé en 1923 figure ainsi à quelques mètres de la statue de Darwin[122].

## Citation
« En comparaison de nos étonnants progrès dans les sciences physiques et de leurs applications pratiques, nos systèmes de gouvernement, de justice administrative, d'éducation nationale, toute notre organisation sociale et morale sont à l'état de barbarie »
- in Alfred Wallace, Le Voyage à l'Archipel Malais, 1869
- cité par Jules Guesde devant 10e chambre de justice du 24 octobre 1878. La citation vient de cette référence: Jules Guesde, s:Çà et Là|Çà et Là, chap. Le collectivisme devant la 10e Chambre (1878), éd Marcel Rivière, p. 182, 1914.

## Publications
Wallace fut un auteur extrêmement prolifique. Un historien des sciences publia en 2002 une analyse quantitative des publications de Wallace. Il constata qu'il avait publié 22 livres de taille conséquente et au moins 747 écrits de plus petite taille, dont 508 étaient des articles scientifiques (191 desquels furent publiés dans Nature). La composition de ces 747 écrits se répartit comme suit : 29 % sur la biogéographie et l'histoire naturelle, 27 % sur la théorie de l'évolution, 25 % étaient des commentaires sur la société, 12 % concernaient l'anthropologie et 7 % le spiritisme et la phrénologie. Une bibliographie sur internet mentionne quant à elle plus de 750 titres.

### Sélection de livres
- Travels on the Amazon and Rio Negro, 1853
- The Malay Archipelago, 1869
- Contributions to the Theory of Natural Selection, 1870 – Traduction en français par Lucien de Candolle (1838-1927) sous le titre La Sélection naturelle lire en ligne sur Gallica
- On miracles and modern sprirtualism, 1874 — Traduction en français par E. Mangin sous le titre Les miracles et le moderne spiritualisme ebooks-gratuits.fr
- The Geographical Distribution of Animals, 1876
- Tropical Life and Other Essays, 1878
- Island Life, 1880
- Darwinism, 1889 - traduction française par Henry de Varigny : Le Darwinisme, Lecrosnier et Babé (Paris), 1891 (LillOnum lire en ligne)
- My Life: A Record of Events and Opinions, 1905

### Sélection d'articles
- On the Monkeys of the Amazon, 1853 - Réflexion sur l'effet des rivières et autres barrières géographiques sur la répartition des espèces proches les unes des autres.
- On the Law Which Has Regulated the Introduction of New Species, 1855 - Réflexions sur les lois régissant la répartition géographique des espèces proches et les implications de ces lois pour la transmutation des espèces.
- On the Tendency of Varieties to Depart Indefinitely From the Original Type, 1858 - Article sur la sélection naturelle envoyé à Darwin.
- On the Zoological Geography of the Malay Archipelago, 1859 - Contient les premières descriptions de la ligne Wallace.
- Remarks on the Rev. S. Haughton's Paper on the Bee's Cell, And on the Origin of Species, 1863 - Défense de Wallace de L'Origine des espèces sur le thème de l'évolution des cellules hexagonales des abeilles.
- On the Physical Geography of the Malay Archipelago, 1863 - Sur la géographie et la possible histoire géographique de l'Indonésie avec des observations sur l'importance de la biogéographie et la biodiversité fréquemment citées aujourd’hui.
- English and American Flowers, 1891 - Contient une analyse sur la manière sont la glaciation pourrait avoir influé sur la répartition de la flore en montagne en Amérique du Nord et en Eurasie.

Une liste plus complète des publications de Wallace est disponible sur internet, ainsi qu'une bibliographie de tous ses écrits établie par l'historien Charles H. Smith sur The Alfred Russel Wallace Page.